# Lekë Dukagjin
Lekë Dukagjin var én af stormændene i middelalderens Nordalbanien. Han levede samtidig med Skanderbeg. Han spillede en afgørende rolle for kodificeringen af sædvaneretten i sit område. Muligvis er dette sket ved at samle de ældste fra landsbyerne. På et langt senere tidspunkt er sædvaneretten nedskrevet og udgivet. Han er stadig et kendt navn i Albanien.